# مردان‌فرخ پسر اورمزدداد
مردان‌فرخ پسر اورمزدداد، دانشمند ایرانی و نویسندهٔ کتاب شکند گمانیک ویچار یا گزارش گُمان‌شکن (به معنی گزارشی برای رفع شبهه) می‌باشد. این کتاب به زبان پارسی میانه نوشته شده و از کتاب‌های مهم زرتشتیان به‌شمار می‌رود. این نوشته در میانه سده نهم میلادی همزمان با نیمهٔ نخستین سده سوم هجری و در زمان فرمانروایی مأمون خلیفه عباسی نگاشته شده‌ است. این نوشته برای اثبات بنیادهای دین زرتشت و در برابر دین‌های دیگر نوشته شده‌ است.